# Хлебный (Ростовская область)
Хле́бный — посёлок в Сальском районе Ростовской области России.
Входит в состав Гигантовского сельского поселения.

## Население
| 2010 |
| ---- |
| 179  |

## Улицы
В посёлке имеются две улицы — Свободы и Северная.